# Kipala de Dassanga
Ne doit pas être confondu avec Kipala de Gnétaya.
Kipala de Dassanga est une commune rurale située dans le département de Gomboussougou de la province du Zoundwéogo dans la région Centre-Sud au Burkina Faso.

## Santé et éducation
Le centre de soins le plus proche de Kipala de Dassanga est le centre de santé et de promotion sociale (CSPS) de Dassanga tandis que le centre médical (CMA) le plus proche se trouve à Manga.